# Нейроинформатика
Не́йроинформа́тика — область научных исследований, лежащая на пересечении нейронаук и информатики. В сферу нейроинформатики входит сбор результатов, полученных в ходе нейробиологических исследований, перевод этих результатов в формат баз данных для их последующего анализа с помощью вычислительных моделей и специализированных компьютерных аналитических программных инструментов, обеспечение совместимости между базами данных, форматами моделей и другими коллекциями данных для облегчения обмена информацией о различных аспектах функционирования и строения нервных систем.